# Anonymous;Code
Anonymous;Code (с англ. — «Анонимный;Код») — компьютерная игра в жанре визуального романа, разработанная компаниями Mages и Chiyomaru Studio. Является шестой игрой в серии Science Adventure. Игра была выпущена в Японии после серии переносов 28 июля 2022 года для платформ Nintendo Switch и PlayStation 4. Версия для PlayStation Vita была анонсирована, но позже отменена. Выпуск игры на английском языке под издательством Spike Chunsoft был анонсирован в июле 2022 года. Английская версия вышла 8 сентября 2023 года, вместе с версией для Windows.

## Сюжет
События игры разворачиваются в 2037 году, через год после того, как компьютерный сбой привёл к разрушению крупных городов по всему миру. Крупнейшие страны тайно разрабатывают свои симуляторы Земли. Главный герой игры — хакер по имени Поллон Такаока, получивший от анонимного наблюдателя способность сохранять и загружать моменты реальной жизни, аналогично функции сохранения в компьютерных играх. Он случайно встречает таинственную девушку по имени Момо Аизаки, которая заявляет, что должна связаться с легендарным хакером Цикадой 3301 и спасти мир от грядущей катастрофы 2038 года.

## Релиз
Игра была выпущена для платформ PlayStation 4 и Nintendo Switch в Японии 28 июля 2022 года после многочисленных переносов с 2016 года. Изначально была анонсирована версия для PlayStation Vita, но впоследствии она была отменена из-за прекращения поддержки платформы. Официальная английская локализация была анонсирована 2 июля 2022 года, её издателем выступит Spike Chunsoft, выпуск назначен на 2023 год для платформ PlayStation 4, Nintendo Switch и Windows. Mages также упомянули, что они рассматривают возможность выпустить игру на PlayStation 5.